# Toloonops
Genre
Toloonops est un genre d'araignées aranéomorphes de la famille des Oonopidae.

## Distribution
Les espèces de ce genre se rencontrent au Mexique au Guatemala et au Belize.

## Liste des espèces
Selon World Spider Catalog (version 16.0, 25/02/2015) :
- Toloonops belmo Bolzern, Platnick & Berniker, 2015
- Toloonops chiapa Bolzern, Platnick & Berniker, 2015
- Toloonops chickeringi (Brignoli, 1974)
- Toloonops jacala Bolzern, Platnick & Berniker, 2015
- Toloonops tolucanus (Gertsch & Davis, 1942)
- Toloonops veracruz Bolzern, Platnick & Berniker, 2015
- Toloonops verapaz Bolzern, Platnick & Berniker, 2015

## Publication originale
- Bolzern, Platnick & Berniker, 2015 : Three new genera of soft-bodied goblin spiders (Araneae, Oonopidae) from Mexico, Belize, and Guatemala. American Museum Novitates, no 3824, p. 1-59 (texte intégral).